# الواسطة (ملحان)

تعديل مصدري - تعديل

الواسطة هي إحدى قرى عزلة العسوس بمديرية ملحان التابعة لمحافظة المحويت، بلغ تعداد سكانها 486 نسمة حسب تعداد اليمن لعام 2004.